# Fulcari
Fulcari o Foleric (nascut ? - mort el 769) fou bisbe de Lieja de 736 (o 738) fins a la seva mort.
Podria ser el mateix Folericus Tungrensis esmentat en una lletra del papa Zacaries I. Segons certes fonts incertes seria un parent dels comtes de Lovaina. Fulcari va ser el primer bisbe de Lieja que no va ser canonitzat automàticament després de la seva mort. Fins aleshores, el judici d'un sol bisbe bastava per a inscriure un sant al calendari, però de mica en mica el procediment va anar formalitzant-se.
El bisbat de Lieja, que depenia inicialment de la província eclesiàstica de Trèveris, després de la de Magúncia, sota Fulcari passà a l'arquebisbat de Colònia, al qual va quedar fins a la seva supressió a la revolució francesa (1795). No se sap gaire més d'ell, l'única cosa que el cronista Joan d'Outremeuse escriví era que deixà la seva diòcesi més rica que la va trobar.